# Túrduls
Els túrduls (llatí: Turduli) foren un poble probablement celta de la Hispània Bètica, emparentats amb els turdetans, amb els quals s'assemblaven en tots els aspectes. Vivien a l'est i sud dels turdetans. Una branca del poble, anomenada Turduli Veteres, va emigrar cap a Lusitània i es va establir al sud del Durius (Duero) on va acabar barrejat amb els lusitans.

## Orígens
Sovint esmentats a les fonts antigues com a poble relacionat amb els poderosos turdetans de la Baetica, l'afiliació ètnica dels túrduls roman obscura. Tanmateix, alguns estudis lingüístics que s'han fet recentment de les poques inscripcions funeràries que van deixar, semblen demostrar que els primers Turduli parlaven una llengua indoeuropea de la branca anatòlica força similar al misi, per bé que posteriorment incorporaren gent d'origen cèltic, il·liri i fins i tot lígur.